# Liste der Kulturgüter in Giornico
Die Liste der Kulturgüter in Giornico enthält alle Objekte in der Gemeinde Giornico im Kanton Tessin, die gemäss der Haager Konvention zum Schutz von Kulturgut bei bewaffneten Konflikten, dem Bundesgesetz vom 20. Juni 2014 über den Schutz der Kulturgüter bei bewaffneten Konflikten sowie der Verordnung vom 29. Oktober 2014 über den Schutz der Kulturgüter bei bewaffneten Konflikten unter Schutz stehen.
Objekte der Kategorien A und B sind vollständig in der Liste enthalten, Objekte der Kategorie C fehlen zurzeit (Stand: 1. Januar 2023).

## Kulturgüter
| Foto |                                                                             | Objekt | Kat. | Typ | Standort                                        | Beschreibung |
| ---- | --------------------------------------------------------------------------- | --- | ---- | --- | ----------------------------------------------- | ------------ |
| ja   | Datei hochladen · Wikidata zu Kirche Santa Maria del Castello (Q3673722)    | Kirche Santa Maria del Castello / Chiesa di Santa Maria del Castello KGS-Nr.: 05470                              | A    | G   | Giornico, Vicolo Sotto Castello 710166 / 139874 |              |
| ja   | Datei hochladen · Wikidata zu Kirche San Nicola (Q1296512)                  | Kirche San Nicolao / Chiesa di San Nicolao KGS-Nr.: 05471                                                        | A    | G   | Giornico, Via San Nicolao 12 710402 / 139804    |              |
| ja   | Datei hochladen · Wikidata zu San Pellegrino (Giornico) (Q1493945)          | Kirche San Pellegrino / Chiesa di San Pellegrino KGS-Nr.: 05472                                                  | A    | G   | Giornico, Via San Pellegrino 709468 / 141052    |              |
| ja   | Datei hochladen · Wikidata zu Mittelalterlicher Turm von Attone (Q29527231) | Torre di Attone KGS-Nr.: 05473                                                                                   | A    | G   | Giornico, Via alla Torre 22 710596 / 140086     |              |
| ja   | Datei hochladen · Wikidata zu Wasserkraftwerk Biaschina (Q29527083)         | Wasserkraftwerk Biaschina / Centrale idroelettrica della Biaschina KGS-Nr.: 10269                                | A    | G   | Bodio, Strade Industriale 17 712320 / 137628    |              |
| BW   | Datei hochladen · Wikidata zu (Q29527223)                                   | Caslasc, hochmittelalterliche Festungsruine / Caslasc, ruderi di una fortificazione altomedievale KGS-Nr.: 10455 | A    | F   | Giornico, Caslasc 710250 / 139019               |              |
| ja   | Datei hochladen · Wikidata zu Haus Stanga (Q29884248)                       | Casa Stanga KGS-Nr.: 05469                                                                                       | B    | G   | Giornico, Via Fond La Tera 4 710508 / 139943    |              |
| ja   | Datei hochladen · Wikidata zu Leventina-Museum (Q27481281)                  | Museo di Leventina KGS-Nr.: 08657                                                                                | B    | S   | Giornico, Via Fond La Tera 4 710508 / 139943    |              |
| ja   | Datei hochladen · Wikidata zu Castello di Santa Maria (Q1048854)            | Santa Maria del Castello, ruderi del castello medievale KGS-Nr.: 12024                                           | B    | F   | Giornico, Vicolo Sotto Castello 710181 / 139861 |              |